# La Houssière
La Houssière és un municipi francès, situat al departament dels Vosges i a la regió del Gran Est. L'any 2007 tenia 583 habitants.

## Demografia

### Població
El 2007 la població de fet de La Houssière era de 583 persones. Hi havia 240 famílies, de les quals 72 eren unipersonals (40 homes vivint sols i 32 dones vivint soles), 64 parelles sense fills, 80 parelles amb fills i 24 famílies monoparentals amb fills.
La població ha evolucionat segons el següent gràfic:
Habitants censats

### Habitatges
El 2007 hi havia 310 habitatges, 235 eren l'habitatge principal de la família, 52 eren segones residències i 23 estaven desocupats. 227 eren cases i 83 eren apartaments. Dels 235 habitatges principals, 187 estaven ocupats pels seus propietaris, 40 estaven llogats i ocupats pels llogaters i 8 estaven cedits a títol gratuït; 1 tenia una cambra, 9 en tenien dues, 39 en tenien tres, 56 en tenien quatre i 130 en tenien cinc o més. 155 habitatges disposaven pel capbaix d'una plaça de pàrquing. A 110 habitatges hi havia un automòbil i a 90 n'hi havia dos o més.

### Piràmide de població
La piràmide de població per edats i sexe el 2009 era:
| Homes | Edats   | Dones |
| ----- | ------- | ----- |
| 0     | 95 o +  | 0     |
| 0     | 90 a 94 | 4     |
| 0     | 85 a 89 | 12    |
| 0     | 80 a 84 | 8     |
| 16    | 75 a 79 | 16    |
| 12    | 70 a 74 | 24    |
| 32    | 65 a 69 | 12    |
| 12    | 60 a 64 | 8     |
| 8     | 55 a 59 | 12    |
| 12    | 50 a 54 | 12    |
| 16    | 45 a 49 | 24    |
| 16    | 40 a 44 | 28    |
| 40    | 35 a 39 | 32    |
| 24    | 30 a 34 | 24    |
| 32    | 25 a 29 | 12    |
| 20    | 20 a 24 | 8     |
| 28    | 15 a 19 | 8     |
| 24    | 10 a 14 | 24    |
| 4     | 5 a 9   | 32    |
| 4     | 0 a 4   | 12    |

## Economia
El 2007 la població en edat de treballar era de 365 persones, 267 eren actives i 98 eren inactives. De les 267 persones actives 239 estaven ocupades (141 homes i 98 dones) i 28 estaven aturades (12 homes i 16 dones). De les 98 persones inactives 34 estaven jubilades, 28 estaven estudiant i 36 estaven classificades com a «altres inactius».

### Ingressos
El 2009 a La Houssière hi havia 240 unitats fiscals que integraven 601 persones, la mediana anual d'ingressos fiscals per persona era de 16.065 €.

### Activitats econòmiques
Dels 21 establiments que hi havia el 2007, 2 eren d'empreses extractives, 1 d'una empresa alimentària, 2 d'empreses de fabricació d'altres productes industrials, 7 d'empreses de construcció, 3 d'empreses de comerç i reparació d'automòbils, 1 d'una empresa de transport, 2 d'empreses d'hostatgeria i restauració, 1 d'una empresa financera, 1 d'una empresa de serveis i 1 d'una empresa classificada com a «altres activitats de serveis».
Dels 5 establiments de servei als particulars que hi havia el 2009, 1 era un paleta i 4 fusteries.
L'únic establiment comercial que hi havia el 2009 era una adrogueria.
L'any 2000 a La Houssière hi havia 9 explotacions agrícoles que ocupaven un total de 570 hectàrees.

## Equipaments sanitaris i escolars
El 2009 hi havia 2 escoles elementals.

## Poblacions més properes
El següent diagrama mostra les poblacions més properes.